# Adama Tamboura
Adama Tamboura (18 de maio de 1985) é um futebolista profissional malinês que atua como defensor.

## Carreira
Adama Tamboura representou a Seleção Malinesa de Futebol nas Olimpíadas de 2004, ele marcou um gol contra, para a Coreia do Sul, no empate em 3-3.

## Títulos
Mali
- Campeonato Africano das Nações: 2013 - 2º Lugar